# Temporada 1997-98 de l'NBA
La temporada 1997-98 de l'NBA fou la 52a en la història de l'NBA. Chicago Bulls fou el campió després de guanyar a Utah Jazz per 4-2, i aconseguí els sisè dels seus anells.

## Aspectes més destacats
- L'All-Star Game es disputà en el Madison Square Garden, Nova York. L'Est guanyà per 135-114 a l'Oest i Michael Jordan aconseguí el seu tercer i darrer MVP del partit.
- "Washington Bullets" canvià el nom pel de "Washington Wizards". L'equip començà la temporada jugant en el US Airways Arena, fins que al desembre es traslladaren al MCI Center (actualment Verizon Center).
- Degut a la demolició de The Omni i la construcció del nou Philips Arena, Atlanta Hawks va haver de jugar en l'Alexander Memorial Coliseum de Georgia Tech Yellow Jackets i en el Georgia Dome.
- Michael Jordan superà a Kareem Abdul-Jabbar com a màxim anotador de la història dels playoffs.
- Utah Jazz i Chicago Bulls lideraren la lliga amb el mateix balanç; 62-20. Ambdós es trobaren a la sèrie final.
- En el tercer partit de les finals arribaren dos nous rècords: el de la màxima diferència de punts (42 punts) i el de l'anotació més baixa (els 54 punts dels Jazz).
- Després de la decisió de l'entrenador Phil Jackson de no continuar en els Bulls, Michael Jordan anuncià la seva segona retirada.

## Classificacions

### Conferència Est
| Equip              | V  | D  | %V   | P  |
| ------------------ | -- | -- | ---- | -- |
| Miami Heat         | 55 | 27 | ,671 | -  |
| New York Knicks    | 43 | 39 | ,524 | 12 |
| New Jersey Nets    | 43 | 39 | ,524 | 12 |
| Washington Wizards | 42 | 40 | ,512 | 13 |
| Orlando Magic      | 41 | 41 | ,500 | 14 |
| Boston Celtics     | 36 | 46 | ,439 | 19 |
| Philadelphia 76ers | 31 | 51 | ,378 | 24 |

| Equip               | V  | D  | %V   | P  |
| ------------------- | -- | -- | ---- | -- |
| Chicago Bulls C     | 62 | 20 | ,756 | -  |
| Indiana Pacers      | 58 | 24 | ,707 | 4  |
| Charlotte Hornets   | 51 | 31 | ,622 | 11 |
| Atlanta Hawks       | 50 | 32 | ,610 | 12 |
| Cleveland Cavaliers | 47 | 35 | ,573 | 15 |
| Detroit Pistons     | 37 | 45 | ,451 | 25 |
| Milwaukee Bucks     | 36 | 46 | ,439 | 26 |
| Toronto Raptors     | 16 | 66 | ,195 | 46 |

### Conferència Oest
| Equip                  | V  | D  | %V   | P  |
| ---------------------- | -- | -- | ---- | -- |
| Utah Jazz              | 62 | 20 | ,756 | -  |
| San Antonio Spurs      | 56 | 26 | ,683 | 6  |
| Minnesota Timberwolves | 45 | 37 | ,549 | 17 |
| Houston Rockets        | 41 | 41 | ,500 | 21 |
| Dallas Mavericks       | 20 | 62 | ,244 | 42 |
| Vancouver Grizzlies    | 19 | 63 | ,232 | 43 |
| Denver Nuggets         | 11 | 71 | ,134 | 51 |

| Equip                  | V  | D  | %V   | P  |
| ---------------------- | -- | -- | ---- | -- |
| Seattle Supersonics    | 61 | 21 | ,744 | -  |
| Los Angeles Lakers     | 61 | 21 | ,744 | -  |
| Phoenix Suns           | 56 | 26 | ,683 | 5  |
| Portland Trail Blazers | 46 | 36 | ,561 | 15 |
| Sacramento Kings       | 27 | 55 | ,329 | 34 |
| Golden State Warriors  | 19 | 63 | ,232 | 42 |
| Los Angeles Clippers   | 17 | 65 | ,207 | 44 |

* V: victòries
* D: Derrotes
* %V: Percentatge de victòries
* P: Diferència de partits respecte al primer lloc
* C: Campió

## Playoffs
Els equips en negreta van avançar fins a la següent ronda. Els números a l'esquerra de cada equip indiquen la posició de l'equip en la seva conferència, i els números a la dreta indiquen el nombre de partits que l'equip va guanyar en aquesta ronda. Els campions de divisió estan marcats per un asterisc. L'avantatge de pista local no pertany necessàriament a l'equip de posició més alta al seu grup, sinó a l'equip amb un millor rècord a la temporada regular; els equips que gaudeixen de l'avantatge de casa es mostren en cursiva.
|  | Primera Ronda | Primera Ronda | Primera Ronda |   |             | Semifinals de Conferència | Semifinals de Conferència | Semifinals de Conferència |  |   | Finals de Conferència | Finals de Conferència | Finals de Conferència |  |    | Final NBA | Final NBA | Final NBA |
|  |               |               |               |   |             |                           |                           |                           |  |   |                       |                       |                       |  |    |           |           |           |
|  | 1             | Utah          | 3             |   |             |                           |                           |                           |  |   |                       |                       |                       |  |    |           |           |           |
|  | 8             | Houston       | 2             |   |             |                           |                           |                           |  |   |                       |                       |                       |  |    |           |           |           |
|  | 8             | Houston       | 2             |   | 1           | Utah                      | 4                         |                           |  |   |                       |                       |                       |  |    |           |           |           |
|  |               |               |               |   | 1           | Utah                      | 4                         |                           |  |   |                       |                       |                       |  |    |           |           |           |
|  |               | 5             | San Antonio   | 1 |             |                           |                           |                           |  |   |                       |                       |                       |  |    |           |           |           |
|  | 4             | 5             | San Antonio   | 1 | Phoenix     | 1                         |                           |                           |  |   |                       |                       |                       |  |    |           |           |           |
|  | 4             |               |               |   | Phoenix     | 1                         |                           |                           |  |   |                       |                       |                       |  |    |           |           |           |
|  | 5             | San Antonio   | 3             |   |             |                           |                           |                           |  |   |                       |                       |                       |  |    |           |           |           |
|  | 5             | San Antonio   | 3             |   |             |                           |                           |                           |  | 1 | Utah                  | 4                     |                       |  |    |           |           |           |
|  |               |               |               |   |             |                           |                           |                           |  | 1 | Utah                  | 4                     |                       |  |    |           |           |           |
|  |               | 3             | L.A. Lakers   | 0 |             |                           |                           |                           |  |   |                       |                       |                       |  |    |           |           |           |
|  | 3             | 3             | L.A. Lakers   | 0 | L.A. Lakers | 3                         |                           |                           |  |   |                       |                       |                       |  |    |           |           |           |
|  | 3             |               |               |   | L.A. Lakers | 3                         |                           |                           |  |   |                       |                       |                       |  |    |           |           |           |
|  | 6             | Portland      | 1             |   |             |                           |                           |                           |  |   |                       |                       |                       |  |    |           |           |           |
|  | 6             | Portland      | 1             |   | 3           | L.A. Lakers               | 4                         |                           |  |   |                       |                       |                       |  |    |           |           |           |
|  |               |               |               |   | 3           | L.A. Lakers               | 4                         |                           |  |   |                       |                       |                       |  |    |           |           |           |
|  |               | 2             | Seattle       | 1 |             |                           |                           |                           |  |   |                       |                       |                       |  |    |           |           |           |
|  | 2             | 2             | Seattle       | 1 | Seattle     | 3                         |                           |                           |  |   |                       |                       |                       |  |    |           |           |           |
|  | 2             |               |               |   | Seattle     | 3                         |                           |                           |  |   |                       |                       |                       |  |    |           |           |           |
|  | 7             | Minnesota     | 2             |   |             |                           |                           |                           |  |   |                       |                       |                       |  |    |           |           |           |
|  | 7             | Minnesota     | 2             |   |             |                           |                           |                           |  |   |                       |                       |                       |  | O1 | Utah      | 2         |           |
|  |               |               |               |   |             |                           |                           |                           |  |   |                       |                       |                       |  | O1 | Utah      | 2         |           |
|  |               | E1            | Chicago       | 4 |             |                           |                           |                           |  |   |                       |                       |                       |  |    |           |           |           |
|  | 1             | E1            | Chicago       | 4 | Chicago     | 3                         |                           |                           |  |   |                       |                       |                       |  |    |           |           |           |
|  | 1             |               |               |   | Chicago     | 3                         |                           |                           |  |   |                       |                       |                       |  |    |           |           |           |
|  | 8             | New Jersey    | 0             |   |             |                           |                           |                           |  |   |                       |                       |                       |  |    |           |           |           |
|  | 8             | New Jersey    | 0             |   | 1           | Chicago                   | 4                         |                           |  |   |                       |                       |                       |  |    |           |           |           |
|  |               |               |               |   | 1           | Chicago                   | 4                         |                           |  |   |                       |                       |                       |  |    |           |           |           |
|  |               | 4             | Charlotte     | 1 |             |                           |                           |                           |  |   |                       |                       |                       |  |    |           |           |           |
|  | 4             | 4             | Charlotte     | 1 | Charlotte   | 3                         |                           |                           |  |   |                       |                       |                       |  |    |           |           |           |
|  | 4             |               |               |   | Charlotte   | 3                         |                           |                           |  |   |                       |                       |                       |  |    |           |           |           |
|  | 5             | Atlanta       | 1             |   |             |                           |                           |                           |  |   |                       |                       |                       |  |    |           |           |           |
|  | 5             | Atlanta       | 1             |   |             |                           |                           |                           |  | 1 | Chicago               | 4                     |                       |  |    |           |           |           |
|  |               |               |               |   |             |                           |                           |                           |  | 1 | Chicago               | 4                     |                       |  |    |           |           |           |
|  |               | 3             | Indiana       | 3 |             |                           |                           |                           |  |   |                       |                       |                       |  |    |           |           |           |
|  | 3             | 3             | Indiana       | 3 | Indiana     | 3                         |                           |                           |  |   |                       |                       |                       |  |    |           |           |           |
|  | 3             |               |               |   | Indiana     | 3                         |                           |                           |  |   |                       |                       |                       |  |    |           |           |           |
|  | 6             | Cleveland     | 1             |   |             |                           |                           |                           |  |   |                       |                       |                       |  |    |           |           |           |
|  | 6             | Cleveland     | 1             |   | 3           | Indiana                   | 4                         |                           |  |   |                       |                       |                       |  |    |           |           |           |
|  |               |               |               |   | 3           | Indiana                   | 4                         |                           |  |   |                       |                       |                       |  |    |           |           |           |
|  |               | 7             | New York      | 1 |             |                           |                           |                           |  |   |                       |                       |                       |  |    |           |           |           |
|  | 2             | 7             | New York      | 1 | Miami       | 2                         |                           |                           |  |   |                       |                       |                       |  |    |           |           |           |
|  | 2             |               |               |   | Miami       | 2                         |                           |                           |  |   |                       |                       |                       |  |    |           |           |           |
|  | 7             | New York      | 3             |   |             |                           |                           |                           |  |   |                       |                       |                       |  |    |           |           |           |

## Estadístiques
| Categoria                   | Jugador          | Equip               | Mitjana/% |
| --------------------------- | ---------------- | ------------------- | --------- |
| Punts per partit            | Michael Jordan   | Chicago Bulls       | 28,7      |
| Rebots per partit           | Dennis Rodman    | Chicago Bulls       | 15,0      |
| Assistències per partit     | Rod Strickland   | Washington Wizards  | 10,5      |
| Robatoris per partit        | Mookie Blaylock  | Atlanta Hawks       | 2,6       |
| Taps per partit             | Marcus Camby     | Toronto Raptors     | 3,7       |
| Percentatge de tirs de camp | Shaquille O'Neal | Los Angeles Lakers  | 58,4      |
| Percentatge de tirs lliures | Chris Mullin     | Indiana Pacers      | 93,9      |
| Percentatge de triples      | Dale Ellis       | Seattle SuperSonics | 46,4      |

## Premis
- MVP de la temporada
  -  Michael Jordan (Chicago Bulls)

- Rookie de l'any
  -  Tim Duncan (San Antonio Spurs)

- Millor defensor
  -  Dikembe Mutombo (Atlanta Hawks)

- Millor sisè home
  -  Danny Manning (Phoenix Suns)

- Jugador amb millor progressió
  -  Alan Henderson (Atlanta Hawks)

- Entrenador de l'any
  -  Larry Bird (Indiana Pacers)

- Primer quintet de la temporada
  - A - Tim Duncan, San Antonio Spurs
  - A - Karl Malone, Utah Jazz
  - P - Shaquille O'Neal, Los Angeles Lakers
  - B - Gary Payton, Seattle Supersonics
  - B - Michael Jordan, Chicago Bulls

- Segon quintet de la temporada
  - A - Vin Baker, Seattle Supersonics
  - A - Grant Hill, Detroit Pistons
  - P - David Robinson, San Antonio Spurs
  - B - Tim Hardaway, Miami Heat
  - B - Rod Strickland, Washington Wizards

- Tercer quintet de la temporada
  - A - Scottie Pippen, Chicago Bulls
  - A - Glen Rice, Charlotte Hornets
  - P - Dikembe Mutombo, Atlanta Hawks
  - B - Mitch Richmond, Sacramento Kings
  - B - Reggie Miller, Indiana Pacers

- Millor quintet de rookies
  - Tim Duncan, San Antonio Spurs
  - Keith Van Horn, New Jersey Nets
  - Zydrunas Ilgauskas, Cleveland Cavaliers
  - Ron Mercer, Boston Celtics
  - Brevin Knight, Cleveland Cavaliers

- Segon millor quintet de rookies
  - Tim Thomas, Philadelphia 76ers
  - Cedric Henderson, Cleveland Cavaliers
  - Derek Anderson, Cleveland Cavaliers
  - Maurice Taylor, L.A. Clippers
  - Bobby Jackson, Denver Nuggets

- Primer quintet defensiu
  - Scottie Pippen, Chicago Bulls
  - Karl Malone, Utah Jazz
  - Dikembe Mutombo, Atlanta Hawks
  - Gary Payton, Seattle SuperSonics
  - Michael Jordan, Chicago Bulls

- Segon quintet defensiu
  - Tim Duncan, San Antonio Spurs
  - Charles Oakley, New York Knicks
  - David Robinson, San Antonio Spurs
  - Mookie Blaylock, Atlanta Hawks
  - Eddie Jones, L.A. Lakers